# 文孝世子
文孝世子（ぶんこうせいし、ムニョセジャ、문효세자、乾隆47年9月7日（1782年10月13日） - 乾隆51年5月11日（1786年6月6日））は、李氏朝鮮第22代国王正祖と宜嬪成氏の息子。名は㬀（日偏に享）（スン、순）、諡号は文孝。
乾隆49年（1784年）7月2日に正式に世子に冊封されたが、乾隆51年（1786年）5月11日にわずか5歳で夭折する。
一説によると、死因は麻疹とされる。